# Les Choses de la vie (roman)
Pour le film de Claude Sautet, voir Les Choses de la vie.
Les Choses de la vie est un roman de Paul Guimard, publié en 1967 aux éditions Denoël et ayant reçu le prix des Libraires l'année suivante. Ce roman a été adapté au cinéma en 1970 avec le film Les Choses de la vie de Claude Sautet.

## Résumé
Un avocat roulant à 140 à l'heure sur une route de Bretagne a un accident mortel. Le récit donne d'abord les pensées de l'avocat juste avant l'accident, avec une description technique de l'accident à la seconde près. Puis, les pensées de l'avocat, dans un état de demi-coma qui le coupe de toute communication, mais il entend encore son entourage, jusqu'à ce que mort s'ensuive, au moment d'arriver à l'hôpital de Laval. On apprend des détails de la vie et de l'amour de cet homme.

## Éditions
- Les Choses de la vie, éditions Denoël, 1967.